# 次卤酸
次卤酸是一种含氧酸，是由氢氧基用单键连接任何一种卤素而成。次卤酸的例子有次氟酸、次氯酸、次溴酸和次碘酸。它们的共轭碱是次卤酸根。次卤酸可以由卤素单质(F2, Cl2, Br2, I2) 和水反应而成:
X2+H2O↔HX+HXO
这个反应也会生成卤化氢，它也是酸性的。

## 稳定性
全部的次卤酸都很不稳定。人们仅成功分离过了次氟酸，它即使在室温下也具有爆炸性。 次氯酸不能以干燥形式制备。 次溴酸、次碘酸、以及它们的酸根(次溴酸根和次碘酸根)都很不稳定，会歧化成卤化物/卤化氢和卤酸盐/卤酸。
3BrO−(aq) →  2Br−(aq) + BrO−
3(aq)
和
3HIO → 2HI + HIO3

## 用处
次氯酸和次溴酸会在水中净化水。次氯酸可以用来清洗游泳池，而次溴酸可以净化澡堂里的水。

## 酸性
次卤酸都是弱酸。随着周期往下，次卤酸的酸性也越来越弱。次氯酸的 pKa 为 7.53。次溴酸的pKa值更高(也就是说它更弱)，达到8.65。次碘酸的 pKa值更高（10.6）。